# Riot (cómic)
Riot fue un nombre usado por varios supervillanos diferentes en Marvel Comics. 
Riz Ahmed hizo su debut intepretando a Carlton Drake alias  Riot para Venom (2018) en el Universo Spider-Man de Sony y será el primer villano de su padre.

## Biografía

### Simbionte Riot
El simbionte Riot es uno de los cinco "niños" simbiontes creados a la fuerza del simbionte Venom por la Fundación Vida. El simbionte, creado por David Michelinie y Ron Lim, apareció por primera vez en Venom: Lethal Protector # 4 (mayo de 1993) y fue nombrado por primera vez en Carnage, USA # 2 (marzo de 2012), basado en una figura de acción de cuatro brazos negro no relacionada de la línea de juguetes, Planet of the Symbiotes. Trevor Cole, también creado por Michelinie y Lim y apareció por primera vez en Venom: Lethal Protector# 1 (febrero de 1993), fue el primer anfitrión del simbionte Riot. Un mercenario contratado por la Fundación Vida en San Francisco como la fuerza de seguridad de los simbiontes de Carlton Drake, Trevor se vinculó con el simbionte Riot junto a sus otros cuatro "hermanos": Scream (Donna Diego), Phage (Carl Mach), Lasher (Ramon Hernández) y Agony (Leslie Gesneria). Riot y sus cuatro "hermanos" simbiontes son derrotados por Spider-Man y Venom. Sin embargo, Riot y los otros simbiontes habían sobrevivido gracias a la Fundación Vida. El grupo libera a Eddie Brock, fuera de la cárcel y secuestrado en un último esfuerzo para ayudar a comunicarse con sus simbiontes alienígenas en Chicago. Cuando Eddie se negó a ayudar, Trevor fue asesinado con un cuchillo sónico después de Leslie; los otros se engañaron al pensar que Brock estaba escogiendo al grupo, pero Scream, habiendo escapado de la esquizofrenia de Donna y la influencia del simbionte Scream, era el asesino. Riot más tarde se fusionó con los otros tres simbiontes en el simbionte Hybrid, hasta que un grupo militar separó los cuatro simbiontes para el gobierno de los Estados Unidos. Howard Ogden, creado por Zeb Wells y Clayton Crain y apareció por primera vez en Carnage, EE. UU.# 2 (marzo de 2012), fue el segundo anfitrión del simbionte Riot. Cuando Carnage se suelta en Colorado, el Ejército de los EE. UU. Asignó a los cuatro simbiontes a la fuerza especial del Equipo de Mercurio y el suboficial asignado al simbionte Riot, después de haber entrenado durante meses con tareas específicas. Desafortunadamente, los otros anfitriones de Howard y equipo Mercurio fueron asesinados por Carnage en su base secreta. Sin embargo, Riot y los otros tres simbiontes se unieron a Deadpool para luchar contra Carnage, y luego se unieron al perro del Equipo de Mercurio (el único sobreviviente del ataque de Carnage contra el grupo de trabajo) después de la pelea.

### Heidi Sladkin
Heidi Sladkin es miembro del Skrull Kill Krew. El personaje, creado por Mark Millar y Steve Yeowell, apareció por primera vez en Skrull Kill Krew # 1 (septiembre de 1995). Una pelirroja punk rock antidisturbios del Reino Unido con un corte corto de zumbido, se convierte en una forma de insectoide blindado. En su forma mutada, tiene una gran fuerza y espinas afiladas. Ella estaba atrapada en esa forma por un período prolongado de tiempo. Durante el final de "Invasión Secreta", Riot se modificó de nuevo a su forma humana, sucumbiendo a la fatal transición y falleció con dignidad como un humano. Más tarde se reveló que ella sobrevivió trabajando a regañadientes con Ryder. Riot también se ve en Match, compara una pareja lesbiana, pero ella tiene problemas para volver a su forma humana de nuevo. Eventualmente, ella aprende a controlar su transformación de insectoide a forma humana. Ella conoce a la Eva Skrull y se enamoran, defendiendo repetidamente su interés amoroso contra los demás.

### Decibel
Esta versión (también conocida como Decibel) es miembro de Heavy Mettle. El personaje, creado por Karl Kerschl y Jay Faerber, apareció por primera vez en New Warriors Vol 2 # 4 (enero de 2000). La armadura de Riot genera energía sónica que se puede utilizar de una manera conmovedora.

## En otros medios

### Película
- El  Simbionte malvado llamado  Riot aparece en la película de 2018, Venom.[12] Una fusión de su contraparte cómica y Phage, esta versión es el líder de un escuadrón de infiltración de simbiontes. Después de escapar de la primera nave espacial de Fundación Vida, Riot pasa por múltiples anfitriones antes de llegar a San Francisco y vincularse con Carlton Drake (interpretado por Riz Ahmed) en un intento de traer más simbiontes a la Tierra. Riot se enfrenta y domina a  Venom en la batalla y luego escapa al segundo cohete de Fundación Vida, pero Venom lo destruye, matando a Riot y Drake.

### Videojuegos
- Riot (Trevor Cole) fue uno de los jefes de Spider-Man and Venom: Separation Anxiety.
- El simbionte Riot aparece como un diseño alternativo de Hybrid (Scott Washington) en Marvel: Avengers Alliance.
- Riot (Trevor Cole) es un personaje jugable en Spider-Man Unlimited.